# Service du travail obligatoire

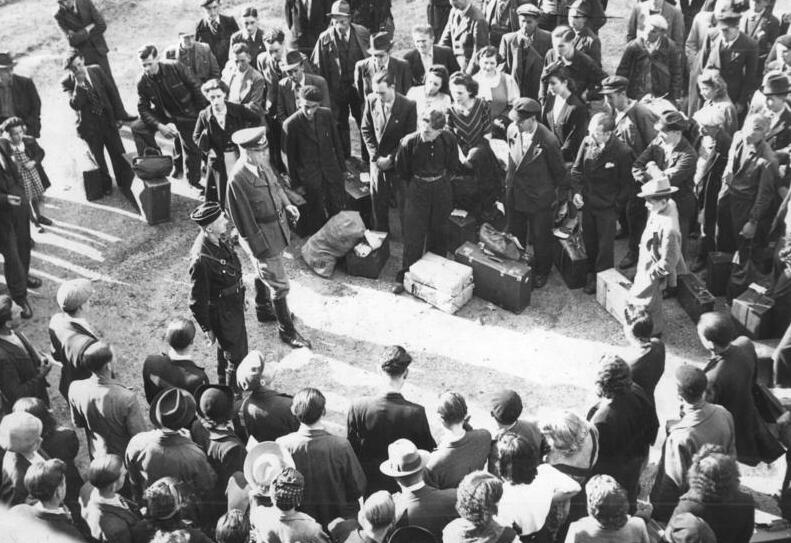
Foto van Franse mannen en vrouwen uit Parijs die zijn gekozen om in Duitsland te gaan werken.

Tijdens de bezetting van Frankrijk door nazi-Duitsland, werd in 1943 de Service du travail obligatoire (Verplichte werkdienst) opgericht door Pierre Laval onder druk van de nazi's en met actieve steun van Vichy-Frankrijk.
STO deporteerde honderdduizenden Franse arbeiders (tegen hun wil) naar nazi-Duitsland om er te werken in de industrie, landbouw, enz. Ze werden ondergebracht in Duitse werkkampen. De STO diende om het verlies van werkkrachten in Duitsland te compenseren, deze werkkrachten werden almaar meer opgeroepen aan het oostfront.
Velen ontsnapten aan de verplichte werkdienst door zich aan te sluiten bij de verschillende verzetsbewegingen. Voor de werkweigeraars werd na de oorlog een ereteken, het Insigne voor Werkweigeraars ingesteld.

## Beroemde Franse ex-STO-werknemers
- André Bergeron
- Antoine Blondin
- Auguste Boncors
- Jean Boudou
- Georges Brassens
- José Cabanis
- François Cavanna
- Arthur Conte
- Raymond Devos
- Michel Galabru
- Stéphane Just
- Boby Lapointe
- Claude Ollier
- Alain Robbe-Grillet
- André Tissier